# San Román de los Montes
San Román de los Montes és un municipi de la província de Toledo, a la comunitat autònoma de Castella la Manxa. Limita amb Marrupe, Hinojosa de San Vicente, Castillo de Bayuela, Cazalegas, Pepino i Cervera de los Montes.

## Administració
| Període      | Nom de l'alcalde/-essa    | Partit polític | Data de possessió |
| ------------ | ------------------------- | -------------- | ----------------- |
| 1979 - 1983  | Julio Martín Díaz         | Independent    | 19/04/1979        |
| 1983 - 1987  | Julio Martín Díaz         | AP/PDP/UL      | 28/05/1983        |
| 1987 - 1991  | Julio Martín Díaz         | PP             | 30/06/1987        |
| 1991 - 1995  | Miguel Sánchez Corrochano | PSOE           | 15/06/1991        |
| 1995 - 1999  | Miguel Sánchez Corrochano | PSOE           | 17/06/1995        |
| 1999 - 2003  | Miguel Sánchez Corrochano | PSOE           | 03/07/1999        |
| 2003 - 2007  | Miguel Sánchez Corrochano | PSOE           | 14/06/2003        |
| 2007 - 2011  | Francisco Sánchez Pérez   | PSOE           | 16/06/2007        |
| 2011 - 2015  | n/d                       | n/d            | 11/06/2011        |
| 2015 - 2019  | n/d                       | n/d            | 13/06/2015        |
| 2019 - 2023  | n/d                       | n/d            | 15/06/2019        |
| Des del 2023 | n/d                       | n/d            | 17/06/2023        |

## Demografia
| 1996 | 1998 | 1999 | 2000 | 2001 | 2002 | 2003 | 2004  | 2005  | 2006  |
| ---- | ---- | ---- | ---- | ---- | ---- | ---- | ----- | ----- | ----- |
| 596  | 685  | 712  | 726  | 761  | 788  | 858  | 1.005 | 1.187 | 1.369 |